# Фонтан в Лабиринте
Фонтан в Лабиринте — памятник архитектуры, фонтан менажерного типа в восточной части Нижнего парка Петергофа.
Бассейн фонтана овальный, 26 х 14 м. Обустройство участка началось в 1721 году по проекту Николо Микетти, но завершено не было. В 1731 году Л. Гарнихфельт провёл в бассейн воду из Пирамидного пруда и вымостил камнем. Ремонт бассейна был проведён Б. Фоком в 1741 году. В 1750 году Б. Ф. Растрелли предложил новый формат оформления фонтана, предложив украсить его скульптурой, дельфинами, барельефами, кронштейнами и вазами, но проект был дорогостоящим и до конца его не реализовали.
В 1819 году откосы бассейна из булыжного камня были заменены на кирпичные стенки.
Фонтан, как и весь Лабиринт, был утрачен к началу XX века. В 2008 году было анонсировано восстановление Лабиринта и его фонтана; в начале реставрации были найдены трубы и бассейн оригинального сооружения. В целом реставрация была завершена в 2010 году, хотя открытие было отложено на следующий год.